# Ист Плезант Вју (Колорадо)
Ист Плезант Вју (енгл. East Pleasant View) насељено је место без административног статуса у америчкој савезној држави Колорадо.

## Демографија
По попису из 2010. године број становника је 356, што је 13 (-3,5%) становника мање него 2000. године.
| Група             | 2000.       | 2010.       |
| Белци             | 338 (91,6%) | 296 (83,1%) |
| Афроамериканци    | 3 (0,8%)    | 11 (3,1%)   |
| Азијати           | 2 (0,5%)    | 1 (0,3%)    |
| Хиспаноамериканци | 25 (6,8%)   | 40 (11,2%)  |
| Укупно            | 369         | 356         |